# Ale Loman
Pour les articles homonymes, voir Loman.
Pas d'image ? Cliquez ici

a Compétitions nationales et continentales officielles uniquement.

b Matchs officiels uniquement.
Dernière mise à jour le 16 février 2025.
Ale Loman, né le 15 mai 2000 à Lund (Suède), est un joueur international suédois de rugby à XV jouant au poste de pilier aux Leicester Tigers, en prêt du Nottingham RFC.

## Biographie
Ale Loman naît à Lund en Suède. Il étudie la physique à l'université de Lund et joue au rugby à XV dans le Championnat de Suède au Lugi Lions RFC où il est le capitaine de l'équipe. Il commence à jouer au rugby au poste de troisième ligne centre puis est repositionné en pilier. Il obtient sa première sélection avec la Suède en octobre 2021 contre le Luxembourg.
Il participe ensuite au Championnat d'Europe en Trophy 2023-2024 avec sa sélection et termine vice-champion.
Ale Loman fait ensuite ses études en Angleterre à l'université de Nottingham où il joue pour l'équipe de rugby de l'établissement. Capable de jouer au poste de pilier droit ou pilier gauche, il s'entraîne avec le Nottingham RFC durant la fin de saison 2023-2024.
Durant l'été 2024, il est définitivement recruté par le Nottingham RFC, évoluant en deuxième division anglaise. Il devient alors le premier suédois à évoluer à ce niveau,. Au mois de novembre 2024, il marque un essai de 50 mètres avec la Suède contre la Lituanie durant le Trophy 2024-2025. Il s'agit de son troisième essai international.
En milieu de saison 2024-2025, après seize matchs professionnels joués avec Nottingham, il est prêté aux Leicester Tigers, devenant ainsi le premier suédois à évoluer pour ce club. Il joue son premier match au mois de février face à Coventry en Coupe d'Angleterre,. Il est titularisé au poste de pilier droit et son équipe l'emporte 68 à 26.

## Vie privée
Avant de devenir joueur professionnel de rugby à XV, Ale Loman était le guitariste d'un groupe de metal suédois appelé Bred.